# Elena Rey
Elena Rey és una violinista gironina. Va ingressar al Conservatori de Música Isaac Albéniz als nou anys i va cursar els estudis superiors al Conservatori Superior de Música del Liceu. Des de llavors, Rey ha estat membre d'orquestres com la Jove Orquestra Nacional de Catalunya, la Jove Orquestra Nacional d'Espanya i forma part de l'Orquestra de Cambra Sony, la Simfònica Freixenet i la Sinfonietta de l'Escola Superior de Música Reina Sofía.